# Гласнер, Маттиас
Маттиас Гласнер (нем. Matthias Glasner; родился 20 января 1965, Гамбург, ФРГ) — германский кинорежиссёр, сценарист и музыкант. Его фильмы участвовали в нескольких Берлинских кинофестивалях. На 74-м Берлинале (2024) Гласнер получил Серебряного медведя в номинации «Лучший сценарий» за картину «Жизнь».

## Биография
Маттиас Гласнер родился в 1965 году в Гамбурге. В 1996 году он основал совместно с Юргеном Фогелем компанию Schwarzweiss Filmproduktion. В том же году эта компания выпустила первый фильм, Sexy Sadie, о серийном убийце, который выходит на свободу из-за смертельной болезни (Гласнер участвовал в этом проекте в качестве режиссёра и сценариста). После работы в нескольких телесериалах Гласнер снял фильмы «Фанданго — только память» (2000), «Свободная воля» (2006). Последний был показан на Берлинском кинофестивале. В 2012 году в программу очередного Берлинале была включена картина Гласнера «Милосердие».
На 74-м Берлинале в 2024 году Гласнер получил Серебряного медведя в номинации «Лучший сценарий» за фильм «Жизнь».

## Фильмография
- Незнакомка (2004)
- Свободная воля (2006)
- Это любовь (2009)
- Час волка (2011)
- Милосердие (2012)[5]
- Окружной суд (2017)
- Жизнь (2024)